# Nakonowo Stare
Nakonowo Stare (do 31 grudnia 2016 Stare Nakonowo) – wieś w Polsce położona w województwie kujawsko-pomorskim, w powiecie włocławskim, w gminie Choceń.
W latach 1975–1998 miejscowość administracyjnie należała do województwa włocławskiego. Według Narodowego Spisu Powszechnego (III 2011 r.) liczyła 120 mieszkańców. Jest 23. co do wielkości miejscowością gminy Choceń.